# Костина, Людмила Ильинична
Людмила Ильинична Костина (род. 1933) — советский и российский учёный, доктор биологических наук, куратор коллекции сортов отдела генетических ресурсов картофеля Всероссийского института растениеводства им. Н. И. Вавилова.
В 1989 году защитила диссертацию на соискание ученой степени доктора биологических наук по теме «Классификация и генеалогия Solanum tuberosum L.». Провела комплексное изучение генетического разнообразия культурного тетраплоидного вида картофеля Solanum tuberosum L. Разработала стратегию поиска сортов картофеля с необходимыми хозяйственно-ценными признаками на основе анализа их родословных.
Входит в число ведущих специалистов по сортименту картофеля в России. Член Русского Ботанического общества.
Проживает в пригороде Санкт-Петербурга, в городе  Пушкине.